# Segestrioides badia
Espèce
Synonymes
- Pertica badia Simon, 1903

Segestrioides badia est une espèce d'araignées aranéomorphes de la famille des Diguetidae.

## Distribution
Cette espèce est endémique de l'État de Rio de Janeiro au Brésil,. Elle se rencontre vers Teresópolis et Nova Friburgo.

## Description
La femelle holotype mesure 4 mm.
Le mâle décrit par Brescovit et Rheims en 2005 mesure 3,40 mm et la femelle 4,10 mm.

## Systématique et taxinomie
Cette espèce a été décrite sous le protonyme Pertica badia par Simon en 1903. Elle est placée dans le genre Segestrioides par Brescovit et Rheims en 2005.

## Publication originale
- Simon, 1903 : « Descriptions d'arachnides nouveaux. » Annales de la Société Entomologique de Belgique, vol. 47, p. 21-39 (texte intégral).